# 吴金鼎
吴金鼎（1901年—1948年11月18日），字禹铭，山东省安丘县景芝镇万戈庄人。中国考古学家，城子崖遗址的发现者，被石璋如称为“田野考古第一人”。

## 生平
1917年，吴金鼎于安丘德育中学毕业，第二年考入济南齐鲁大学文理科预科。1923年冬，吴毕业于齐鲁大学文理学院。翌年，吴金鼎被聘为齐鲁大学文理学院历史社会学系助教。
1926年冬，吴金鼎考入清华大学国学研究院第二期，离开齐鲁大学，师从中央研究院历史语言研究所（又被称为史语所）考古组主任李济学习人类学。肄业后在齐鲁大学担任助教。

### 田野考古
在1928年初次发现龙山文化城子崖遗址后（亦有资料称系1927年），吴金鼎6次调查平陵；1930-1931年秋参加城子崖两次发掘；1931和1932年春参加殷墟第四和第六次发掘。之後，他又在山东各地调查考古遗迹，他的足跡几乎走遍山東全省，是當時知道全省考古遺址最多的人。著有《山東人體質之研究》一书，并于1931年得到出版。

#### 六次调查平陵
1928年3月24日，吴金鼎第一次到龙山镇的平陵调查汉代的平陵古城。在同年4月4日的第二次调查中，他通过现场环境与发现的二枚骨锥，认为此处为新石器时代的村落遗址；1929年，他又四度前往平陵调查试掘，收获了大量的骨、石、贝器，黑陶片最多，他推测油光黑陶是龙山文化的典型特征。通过这六次的调查，他写成了《平陵访古迹》一书。

#### 城子崖和发掘
1930年1月吴金鼎进入史语所从李济改学考古学，成为史语所助理研究员。年初受史语所之命前往山东临淄调查，也发现与龙山相似的黑陶遗存。1930年11月5日，中研院史语所与山东省政府组成山东古迹研究会，7日便开始了对城子崖的第一次正式发掘。12月7日发掘结束，出土文物运回济南，吴金鼎负责保管整理。吴金鼎用一个多月时间完成《龙山城子崖实物整理报告书》，报告了“整理工作之经过”、“整理期间所得之印象”、“研究问题之提出”三项田野资料整理内容。返回北京后，李济、吴金鼎等着手撰写发掘报告，1931年8月完成发掘报告初稿。

#### 殷墟第四次发掘
中原大戰结束后，1931年3月，史语所重返安阳，开始了第四次发掘。吴金鼎和李光宇负责小屯村西的四盘磨遗址的发掘工作。四盘磨遗迹现象简单，结束发掘后，他便带工人去帮助梁思永发掘后冈遗址。在后冈，梁思永发现了著名的白陶、黑陶、彩陶的三叠层现象，表明城子崖遗址的黑陶文化分布十分广泛，城子崖遗址是探寻中国古代文化的重要遗址。因此史语所决定暂缓编印城子崖遗址发掘报告，重返城子崖遗址进行更大面积的发掘。

#### 城子崖第二次发掘和发掘报告的撰写
1931年10月9-31日，梁思永带队对城子崖遗址进行了第二次发掘，吴也参与其中。1932年3月报告编写完成，1934年出版发掘报告《城子崖——山东历城龙山镇之黑陶文化遗址》。吴是主要的发掘人员，也是发掘报告的主要起草者。李济在《城子崖》报告的序中写到：“初稿大部分是吴金鼎预备出来的，他是城子崖的发现者，田野工作他费力很多，屋内工作及报告草稿也费时最久。他的初稿交到梁思永先生手中的时候，要比现在多一倍以上，可见他用力之勤了。”但报告的整理者是梁思永，吴虽然是城子崖的发现者和主要发掘者，但是并没有在发掘中留下十分鲜明的个人印记。

#### 殷墟第六次发掘
1932年春，吴金鼎又参加了李济主持的殷墟第六次发掘，发掘的高井台子遗址再度证实了后冈三叠层的现象，后在《安阳发掘报告》第四期上发表了《摘记小屯迤西之三处小发掘》一文。

### 留英读博
1933年，吴以庚款留学英国伦敦大学，师从叶慈（Yetts）。同年冬天，吴同弗林德斯·皮特里在巴勒斯坦做发掘工作，收到皮特里的好评。在英国留学期间，吴还在莫蒂默·惠勒手下发掘过梅登堡。1937年吴撰写博士论文《中国史前的陶器》（Prehistoric Pottery in China）获得博士学位并回国，这篇论文在1940年出版。

### 抗战期间的考古工作
回国后他先在中央博物馆筹备处，后回历史语言研究所工作。1938年11月至1940年6月，吴金鼎与曾昭燏、王介忱一同到云南大理的苍山洱海地区进行考古调查和发掘，共发现遗址32处，并主持发掘了马龙遗址、佛顶（甲、乙）二遗址、龙泉遗址、白云甲遗址5处，三者合编的《云南苍洱境考古报告甲编》于1942年出版。这是中国考古学家在云南首次运用科学方法开展的“锄头考古”活动，奠定了中国西南地区现代考古学的基础。
1941年春至1942年冬，在四川彭山主持汉代崖墓的发掘。1943年主持成都王建墓的发掘。

### 投笔从戎
1944年，吴金鼎放弃田野考古，选择投笔从戎、加入国民政府军事委员会，任四川新津美国空军第二招待所主任职务，为在华对日作战的盟军做翻译和后勤工作。

### 抗战胜利
抗战胜利后，吴金鼎应齐鲁大学之邀回到母校参与学校复建事宜。1948年9月18日，吴金鼎在济南病逝，年仅47岁。

## 评价
梁思永：“像吴禹铭先生才算是田野考古学的正统派，着重田野考古而轻视故纸堆中的研究”。
夏鼐：“在中国考古刚刚发轫的时代， 像吴金鼎这样正统派的田野考古学家，尤为需要，只有多做田野工作，多发现新材料，然后才能进一步做切实可靠的综合的工作”。
石璋如：“时间上下数千年，地区纵横数万里，涉猎经验之丰，文化贡献之多，直到现在为止，有哪一个人能比得上他呢？称得起田野考古第一人。”
弗林德斯·皮特里：“吴先生确是一位田野工作的好手。虽不勇锐机警，但沉着勤奋，工作罕匹”。